# Коблах
Коблах — містечко та громада округу Фельдкірх в землі Форарльберг, Австрія.
Коблах лежить на висоті 456 м над рівнем моря і займає площу 10,24 км². Громада налічує 4269 мешканців. 
Густота населення 417/км².
Округ Фельдкірх лежить на самому заході Австрії, на кордонах із Швейцарією та Ліхтенштейном. Це високорірний альпійський регіон. Населення округу, як і всього Форальбергу, розмовляє алеманським діалектом німецької мови, а тому ближче до швейцарців, ніж до населення більшої частини Австрії, яке розмовляє баварсько-австрійським діалектом. Округ, основною індустрією якого є туризм, має розвинуту мережу сполучення, численні гірськолижні траси й спортивні курорти з готелями та іншою інфраструктурою.
|                                 |
| Коблах на мапі округу та землі. |

Адреса управління громади: Werben 9, 6842 Koblach.
У громаді є дві школи: гаупт і фольк, а також два дитячі садки.

## Демографія
Історична динаміка населення міста за даними сайту Statistik Austria